# Petrus rupestris
Petrus rupestris és un peix teleosti de la família dels espàrids i de l'ordre dels perciformes.

## Particularitats
Petrus rupestris és l'única espècie del gènere Petrus.
Pot arribar als 200 cm de llargària total i als 80 kg de pes.
Es troba a les costes de Sud-àfrica.